# Billy Baxter (Pokerspieler)
William E. „Billy“ Baxter, Jr. (* 1940 in Augusta, Georgia) ist ein professioneller US-amerikanischer Pokerspieler. Er ist siebenfacher Braceletgewinner der World Series of Poker. Baxter ist Mitglied der Poker Hall of Fame und wurde 2019 als einer der 50 besten Spieler der Pokergeschichte genannt.

## Persönliches
Baxter begann seine Spielerkarriere wie viele andere Spieler in Poolhallen. Als er 14 war, entdeckte er sein Talent für Poolspiele um Geld. Mit 16 hatte er sich schon 5000 US-Dollar verdient. Als er mit 18 Jahren alt genug war, widmete er sich dem Pokerspiel. 1975 kam er mit seiner Frau während der Flitterwochen nach Las Vegas. Sie lebten für neun Monate in einem Hotel und Baxter begann professionell Poker zu spielen.

## Pokerkarriere

### Werdegang
Während seiner Flitterwochen in Las Vegas traf Baxter andere Spieler wie Doyle Brunson, Walter Pearson und schließlich Stu Ungar. Sein größtes Verdienst dem Pokerspiel gegenüber war wohl ab 1990 die finanzielle Unterstützung Ungars. Baxter gewann sieben Bracelets bei der World Series of Poker in Las Vegas. Jedes seiner Armbänder gewann er in Lowball-Spielen, bei denen die schwächste Hand gewinnt. Das bislang höchste Preisgeld seiner Karriere erhielt der Amerikaner bei der im Horseshoe Las Vegas und Paris Las Vegas ausgespielten WSOP 2023, bei der er den mit knapp 475.000 US-Dollar dotierten zweiten Rang der Seniors Championship belegte. Insgesamt hat sich Baxter mit Poker bei Live-Turnieren über 3 Millionen US-Dollar erspielt.
Obwohl Baxter für die Unterstützung Stu Ungars bekannt ist, hat er sich noch mehr Verdienste für den Pokersport erworben. Der Präzedenzfall Billy Baxter gegen die Vereinigten Staaten prägte seinen Status als einer der einflussreichsten Pokerspieler. Es handelte sich hierbei um ein Gerichtsurteil, nach dem die Gewinne aus Pokerspielen als Erwerbseinkommen zu erachten sind. Die USA wollte, dass diese Gewinne als Kapitalertrag zu verstehen und somit mit 70 % zu versteuern sind. Baxter gewann den Prozess und schuf eine Grundlage für das professionelle Pokerspiel.
Im Jahr 2006 wurde Baxter in die Poker Hall of Fame aufgenommen. Im Rahmen der 50. Austragung der World Series of Poker wurde Baxter im Juni 2019 als einer der 50 besten Spieler der Pokergeschichte genannt.

### Braceletübersicht
Baxter kam bei der WSOP 39-mal ins Geld und gewann sieben Bracelets:
| Jahr | Buy-in (in $) | Turnier                           | Teilnehmer | Preisgeld (in $) |
| ---- | ------------- | --------------------------------- | ---------- | ---------------- |
| 1975 | 01.000        | No-Limit 2-7 Draw Lowball         | 007        | 035.000          |
| 1978 | 10.000        | No-Limit 2-7 Draw Lowball         | 015        | 090.000          |
| 1982 | 10.000        | No-Limit 2-7 Draw Lowball         | 019        | 095.000          |
| 1982 | 02.500        | No-Limit A-5 Draw Lowball         | 039        | 048.750          |
| 1987 | 00.500        | No-Limit 2-7 Draw Lowball (Rebuy) | 037        | 153.000          |
| 1993 | 05.000        | No-Limit 2-7 Draw Lowball         | 058        | 130.500          |
| 2002 | 01.500        | Limit Razz                        | 115        | 064.860          |